# Akira Nishimura
Pour les articles homonymes, voir Nishimura.
Akira Nishimura (西村朗, Nishimura Akira), né dans l'arrondissement Jōtō-ku d'Osaka le 8 septembre 1953 et mort le 7 septembre 2023, est un compositeur, professeur et chef d'orchestre japonais.

## Biographie
Encore au lycée, Nishimura reçoit des leçons de musique de Tomojiro Ikenouchi entre autres. De 1973 à 1980, il étudie la théorie musicale et la composition à l'Université des beaux-arts et de musique de Tokyo (東京藝術大学 Tōkyō Gei-jutsu Daigaku), actuelle Université des arts de Tokyo auprès entre autres de Teruyuki Noda et Akio Yashiro. En plus de ces études, il étudie à la fois la musique traditionnelle asiatique, la religion, l'esthétique, la cosmologie et les concepts hétérophoniques, tous enseignements qui influencent son travail de compositeur.
Professeur au conservatoire de musique de Tokyo situé dans le quartier Ikebukuro, Nishimura est aussi chef d'orchestre de la Sinfonietta Izumi d'Osaka.
En tant que compositeur, il écrit des œuvres pour tous les genres, dont la musique pour la scène, pour orchestre, orchestre d'harmonie, musique vocale, musique de chambre et instruments traditionnels japonais. Nishimura remporte de nombreux prix et distinctions nationales et internationales, dont le 1er prix de la 43e édition du « concours de musique du Japon » (1974), le grand prix du concours musical international Reine-Élisabeth-de-Belgique à Bruxelles (1977), le « concours de composition musicale Luigi Dallapiccola » à Milan (1977), le « prix de composition d'Osaka » (1988, 1992, 1993 et 2008), le « prix Kenzo Nakajima » (1991), le « prix du Japon d'encouragement des arts contemporains » (1994), le « prix de musique Exxon Mobil » (2001), le « prix Bekku de musique » (2002), le 36e prix Suntory (2004), le « prix Mainichi des arts » (2005) ainsi que le « prix musical du Pen club » en (2008). Il est lui-même membre du jury du « prix de composition Tōru Takemitsu » en 2007.
Nishimura est compositeur résident de l'Ensemble orchestral de Kanazawa, et de 1994 à 1997 de l'Orchestre symphonique de Tokyo, alors dirigé par Kazuyoshi Akiyama.
Il meurt le 7 septembre 2023, la veille de son 70e anniversaire.

## Compositions

### Œuvres pour orchestre

#### Symphonies
- 1976 Symphonie no 1, pour orchestre
- 1979 Symphonie no 2 « Trois Odes », pour orchestre
- 2003 Symphonie en chambre no 1, pour orchestre de chambre
- 2003 Symphonie no 3 « Lumière intérieure », pour orchestre
- 2003 Symphonie en chambre no 2 « Concertante », pour orchestre de chambre
- 2005 Symphonie en chambre no 3 « Métamorphoses », pour orchestre de chambre

#### Concertos pour instruments et orchestre
- 1979 Concerto no 1 « Guren » , pour piano et orchestre
- 1982 Concerto no 2, pour piano et orchestre
- 1987 Hétérophonie, pour 2 pianos et orchestre
- 1989 Navel of the Sun, pour hichiriki et orchestre
- 1990 Concert, pour violoncelle et orchestre
- 1990 Tapas, concerto pour basson, percussions et orchestre à cordes
- 1991 Double concerto « un anneau de lumières », pour violon, piano et orchestre
- 1992 Concerto astral « Un miroir de lumières », pour ondes Martenot solo et orchestre
- 1994 Serpent in the Sky, pour yokobue (flûte japonaise en bambou) solo et orchestre
- 1994 A Mirror of Mist, pour violon (solo) et orchestre à cordes
- 1996 Concerto « Flame and Shadow », pour alto et orchestre
- 1997 River of Karuna I, pour violon solo et orchestre à cordes
- 1997 A Stream - after dark, pour piano et orchestre de chambre
- 1998 Concerto no 1 « After Glow », pour violon et orchestre
- 1999 Concerto Esse in Anima, pour saxophone alto et orchestre
- 2000 Concerto Karura, pour hautbois et orchestre de chambre
- 2001 Concerto no 2 « Mani», pour violon et orchestre
- 2002 Concerto Jukai (A Sea of Trees), pour koto à 20 cordes et orchestre
- 2002 Concerto pour alto et orchestre à cordes
- 2004 Concerto « chaman », pour piano et orchestre
- 2004 Concerto « Born on the Wind », pour harpe et orchestre
- 2005 Concerto « Kavira », pour clarinette et orchestre

#### Autres œuvres pour orchestre
- 1973 Cérémonie, pour deux sopranos et orchestre
- 1974 Prélude, pour orchestre
- 1977 Mutazioni, pour orchestre
- 1983 Nostalgia, pour orchestre
- 1990 Into the Light of the eternal Chaos, pour orchestre
- 1991 Music of Dawn, pour shōmyō (chants bouddhistes), gagaku et orchestre
- 1992 Hoshi-Mandala, pour orchestre
- 1993 Bird Heterophony, pour orchestre
- 1994 Birds in Light, pour orchestre
- 1995 Melos Aura, pour orchestre
- 1995 Vision in Twilight, pour orchestre
- 1995 Zeami, musique pour ballet
- 1996 Canticle of Light, pour orchestre
- 1996 Monody, pour orchestre
- 1997 Padma Incarnation, pour orchestre
- 1999 Rhapsody « Ishikawa », pour orchestre
- 2000 Melodies from Light and Shadow, pour orchestre
- 2000 East Asian Fantasy, pour orchestre
- 2005 Orgone, pour orchestre de chambre
- 2006 Fanfare, pour orchestre
- 2007 Vision and Mantra, pour orchestre
- 2007 Sinfonietta on Beethovens eight Symphonies, pour orchestre
- 2008 Rainbow Body (Corps d’arc-en-ciel), pour orchestre

### Œuvres pour orchestre d'harmonie
- 1990 révisé en 1994 Fugaku, hétérophonie pour orchestre d'harmonie
- 1997 Concerto, pour flûte et orchestre d'harmonie (dédié à Aurèle Nicolet)
- 2008 HIGI I, pour orchestre d'harmonie

### Musique pour le théâtre

#### Opéra
| achevé en | titre                                                    | actes | première                                                            | libretto                                            |
| --------- | -------------------------------------------------------- | ----- | ------------------------------------------------------------------- | --------------------------------------------------- |
| 1986      | オペラ 八月の熱い雨 (« Pluie chaude en août »), TV-Opera |       | 1986, Tokyo, Nippon Hoso Kyokai (NHK)-TV                            |                                                     |
| 1999      | 室内オペラ 絵師 - Eshi                                   |       | 30 mai 1999, Hanovre, Niedersächsisches Staatstheater Hannover (de) | du compositeur de « Jigokuhen » Ryunosuke Akutagawa |

#### Œuvres pour la scène
- 1989 Awa no uta, pour 18 voix pour et 16 instruments traditionnels japonais

#### Musique pour la radio
- 1979 In Search of the Land of Immortality, œuvre musicale pour la radio

### Musique vocale

#### Œuvres pour chœur
- 1978 Bekira no Fuchi Yori, pour chœur mixte a cappella - texte extrait du Soji
- 1984 Maborosi no Bara, pour chœur mixte et piano - texte Takuji Ohte
- 1985 Soyogu Gen-Ei, pour chœur mixte et piano - texte Takuji Ohte
- 1985 Himitsu no Hana, pour chœur de femmes et piano - texte Takuji Ohte
- 1990 Seven Poems of Princess Shikishi, pour chœur mixte a cappella
  1. Hana no Hikari
  2. Adashi-no no
  3. Shirube-seyo
  4. Yume
  5. Kimi-yuyeya
  6. Sumishi Yo no
  7. Haru
- 1990 Dai-hi-shin_dharani, pour chœur de femmes a cappella - texte extrait du Dai-hi-shin-dharani
- 1990 Kagoroi no Koi-Uta, pour chœur de femmes a cappella - texte Kakinomoto no Hitomaro
- 1992 Jakko Aika, pour chœur de femmes a cappella - texte Heike monogatari
- 1993 Mantra of the Light, pour chœur mixte et orchestre
- 1994 Aquatic Invocation, pour chœur mixte et piano - texte extrait du Dahrani
- 1995 Gion-Soshi, pour chœur de femmes a cappella - texte Isamu Yoshii
  1. Gion
  2. Mai Hime
  3. Kawara Yomogi
  4. Oren
  5. Ranzan
- 1996 Five Lyrics of « The blue cat », pour chœur de femmes a cappella, clarinette, violon, violoncelle et piano - texte Sakutarō Hagiwara
- 1998 Ukifune, pour chœur de femmes a cappella - texte Genji monogatari
- 2000 Kagiroi no Banka, pour chœur de femmes a cappella - texte Kakinomoto no Hitomaro
  1. Asuka no Himemiko eno Banka
  2. Iwa no Naka ni Mimakareru Hito eno Banka
  3. Tsuma eno Banka
- 2000 Seishoku Haien, pour chœur de femmes a cappella - texte Kaita Murayama
- 2000 Shinitamau Haha, pour chœur mixte a cappella
  1. Hiroki Ha wa
  2. Tsubakurame
  3. Hafuri-bi
  4. Kagiroi no
- 2000 Katsute shinko wa chijo ni atta, pour chœur d'hommes et percussions - texte Sakutarō Hagiwara
- 2001 Inner Moonlight, pour chœur mixte, contreténor (ou soprano) - texte Sakutarō Hagiwara
- 2001 Samsara, pour chœur d'hommes et piano - texte Sakutarō Hagiwara
- 2002 Cho wo yumemu, pour chœur mixte a cappella - texte Chuya Nakahara (I), Sakutarō Hagiwara (II) et Takuji Ohte (III)
  1. Ein Märchen
  2. Cho wo Yumemu (Dream of Butterfly)
  3. Face of April
- 2002 Ryokai-Shingon, pour chœur mixte a cappella - texte Ryokai Shingon
- 2006 Eiketsu no asa, suite pour chœur à trois voix et piano - texte Kenji Miyazawa
  1. Eiketsu no Asa
  2. Matsu no Hari
  3. Museidoukoku
- 2007 Sentei Gojyusui, pour chœur mixte et koto à 20 cordes - texte Heike monogatari
- 2008 Hyoga no uma, suite pour chœur mixte et piano - texte Takuji Ohte
  1. Aozameta Sogyo no Bara no Hana
  2. Kodachi wo meguru fushigi
  3. Hyoga no Uma
- 2008 Lemon Aika, suite pour chœur mixte et piano - texte Kōtarō Takamura
  1. Chidori to asobu Chieko
  2. Sanroku no futari
  3. Lemon Aika

#### Lieder
- 1987 Gaka II, Abstraction of Heterophony, pour soprano, clarinette, violon et deux pianos
- 1989 Mana II, pour mezzo-soprano et cinq percussionnistes
- 1995 Crépuscule, pour soprano, trompette et orgue
- 1997 Nirvana, pour soprano (ou baryton) et piano
- 2000 Nirvana, pour soprano, piano et quatuor à cordes
- 2004 Rin-Ne, pour soprano, piano
- 2005 Hanayakana Jyosho, pour ténor et koto à 20 cordes

### Musique de chambre
- 1974 Sonate, pour violon et piano
- 1975-1987 Hétérophonie, pour quatuor à cordes
- 1985 Khayal, pour flûte et piano
- 1987 Gaka I, Concrete of Heterophony, pour shakuhachi, flûte, koto et violoncelle
- 1987 Gaka III, Generalize of Heterophony, pour violon et 2 piano
- 1988 Gaka IV, Heterophony on Drone, pour violon et violoncelle
- 1989 Mana I, pour douze violoncelles
- 1989 Organums, pour flûte, clarinette, violon, piano et vibraphone
- 1990 Honey of Light, pour clarinette, hautbois, cor, deux violons, alto, violoncelle et deux percussionnistes
- 1991 Voice of the Sun, pour marimba solo, hautbois, saxophone soprano et deux percussionnistes
- 1992 Quatuor à cordes no 2 « Pulsations de lumière »
- 1993 Silver Cord, pour ondes Martenot et violoncelle
- 1994 Canon Waves, pour quatuor d'alto
- 1996 Fragment and Echo, pour violon, violoncelle et piano
- 1996 Light of Padma, pour violon et orgue
- 1996 Aquatic Aura, pour clarinette et piano
- 1996 Duologue, pour timbales et piano
- 1996 Meditation on the melody of gagku « Kotoriso », pour deux clarinettes et accordéon
- 1997 Lamento, pour saxophone alto et piano
- 1997 River of Karuna II, pour clarinette et neuf musiciens
- 1997 Quatuor à cordes no 3 « Avian »
- 1998 Halos, pour trompette et piano
- 1999 Antiphony, pour trompette et orgue
- 2001 Water Voice, pour marimba et piano
- 2001 Ritual, pour violoncelle et piano
- 2002 Madoromi I, pour violon et piano
- 2002 Madoromi II, pour hautbois et 2 clarinettes
- 2003 Madoromi III, pour clarinette et piano
- 2004 Prelude to Nataraja, pour marimba et piano
- 2005 Rurikou Garden, pour quatuor de violes de gambe
- 2007 Quatuor à cordes no 4 « Nrsimha »

### Œuvres pour orgue
- 1985 Meditation of Vishnu
- 1996 Prelude « Vision in Flames »

### Œuvres pour piano
- 1972 Sonata
- 1978 Tritrope
- 1983 révisé en 1989 Penguin-suite
- 1985 Vibrancy Mirrors, pour trois pianos
- 1987 Hoetsu no kane (Carillons of Ekstasis)
- 1987 Dance for eight Hands, pour deux piano (à huit mains)
- 1991 Because
- 1992 Mirror of Star
- 1994 Three Visions
- 1996 Poem of Water, pour trois pianos
- 1997 Silence and Light - à la mémoire de Kuniharu Akiyama
- 1998 Opalesque Sonata
- 1998 Tango
- 1999 Nightmare
- 1999 Night Glow
- 2000 Toccata
- 2001 Avatars
- 2002 Arirang Fantasy
- 2003 Night Spell
- 2005 Roses Metamorphosis
- 2006 Deux rondos sur les concerti pour violon no 4 & no 5 de Paganini
- 2006 Mystic Bells
- 2006 Kalavinka
- 2006 Scherzo en ré
- 2007 Drops in Light

### Œuvres pour harpe
- 1999 Illusion in the mirror, pour 2 harpes
- 2003 Legend, pour harpe

### Œuvres pour guitare
- 1989 Pipa, voor 3 gitaren - première: 1989 te Amsterdam door het "Amsterdams Gitaar Trio"

### Œuvres pour batterie / percussions
- 1979 Kecak, pour six percussionnistes
- 1982 Tala, pour six percussionnistes
- 1985 Matra, pour marimba solo, timbales solo et cinq percussionnistes
- 1988 Padma in Maditation, pour six percussionnistes
- 1988 Legong, pour six percussionnistes
- 1988 Timpani Concerto, pour timbales solo et cinq percussionnistes
- 1989 Kala, pour marimba solo et six percussionnistes
- 1992 Ektal, pour 3 joueurs de marimba et deux percussionnistes
- 1992 Seishin-Kagura, pour percussions japonaises - 8 joueurs
- 1995 Mirror of the Moon, pour yokobue et six percussionnistes
- 2001 Improvisation, pour marimba
- 2002 Yantra, pour six percussionnistes

### Œuvres pour instruments traditionnels japonais
- 1982 Taqsim, pour koto solo à 20 cordes
- 1984 Guren I, double concerto pour shakuhachi, koto solo, 5 kotos, 3 kotos à 17 cordes et deux percussionnistes
- 1987 Iris of Time, pour sept kotos et 3 kotos à 17 cordes
- 1988 Nanae, pour koto solo à 20 cordes
- 1988 Jyushichigen no sho, pour koto solo à 17 cordes
- 1988 Saika, pour koto solo
- 1988 Voices Phantasma - Flame, concerto pour koto à 20 cordes et orchestre à cordes
- 1989 Karin, pour shakuhachi et percussions solo
- 1990 Toki no mitsu, pour shamisen solo
- 1990 Fugenraku, pour Pro Musica Nipponia (orchestre d'instruments traditionnels japonais)
- 1992 Kamunagi, pour koto à 17 cordes et percussionniste
- 1992 Shakko, pour shakuhachi et koto à 20 cordes
- 1996 Firefly, pour shinobue (flûte japonaise en bambou) solo
- 1997 Toki no kagero, pour shakuhachi, ensemble de kotos et percussionniste
- 1999 Rurikin, pour koto solo à 20 cordes
- 2000 Ko, pour shakuhachi solo
- 2004 Hisui-Hengen, pour yokobue et koto à 20 cordes
- 2004 Mugen no hikari (Dream being of Light), pour orchestre gagaku

### Musique électronique
- 1981 Ode for Ekstasis, pour bande magnétique